# Стоуні-Плейн
Стоуні-Плейн (англ. Stony Plain) — містечко в Канаді, у провінції Альберта, у складі муніципального району Паркленд.

## Населення
За даними перепису 2016 року, містечко нараховувало 17189 осіб, показавши зростання на 14,2%, порівняно з 2011-м роком. Середня густина населення становила 481,2 осіб/км².
З офіційних мов обидвома одночасно володіли 1 035 жителів, тільки англійською — 15 880, тільки французькою — 10, а 20 — жодною з них. Усього 1,085 осіб вважали рідною мовою не одну з офіційних, з них 25 — одну з корінних мов, а 95 — українську.
Працездатне населення становило 9 155 осіб (68,2% усього населення), рівень безробіття — 9,2% (11% серед чоловіків та 7,1% серед жінок). 89,2% осіб були найманими працівниками, а 9,2% — самозайнятими.
Середній дохід на особу становив $58 455 (медіана $43 494), при цьому для чоловіків — $80 466, а для жінок $37 723 (медіани — $63 865 та $29 999 відповідно).
30,9% мешканців мали закінчену шкільну освіту, не мали закінченої шкільної освіти — 20,5%, 48,5% мали післяшкільну освіту, з яких 21,6% мали диплом бакалавра, або вищий.
| Статево-вікова структура населення | Статево-вікова структура населення | Статево-вікова структура населення | Статево-вікова структура населення | Статево-вікова структура населення |
| ---------------------------------- | ---------------------------------- | ---------------------------------- | ---------------------------------- | ---------------------------------- |
|                                    |                                    |                                    |                                    |                                    |
| Всього                             | Всього                             | 48,5%51,5%                         |                                    |                                    |
| 0 — 14 років                       | 0 — 14 років                       |                                    | 19,3%                              | 19,3%                              |
| 15 — 64 років                      | 15 — 64 років                      |                                    | 64,3%                              | 64,3%                              |
| 65 і більше                        | 65 і більше                        |                                    | 16,4%                              | 16,4%                              |
| 85 і більше                        | 85 і більше                        |                                    | 2,4%                               | 2,4%                               |
| 100 і більше                       | 100 і більше                       |                                    | 0%                                 | 0%                                 |
| Середній вік (років)               | Середній вік (років)               | 38,240,6                           | 39,4                               | 39,4                               |
| Медіана (років)                    | Медіана (років)                    | 36,739,7                           | 38,2                               | 38,2                               |
| — чоловіки — жінки                 |                                    |                                    |                                    |                                    |

| Походження мешканців:     | Походження мешканців:     | Походження мешканців: | Походження мешканців: | Походження мешканців: |
| ------------------------- | ------------------------- | --------------------- | --------------------- | --------------------- |
| Походження                |                           |                       | осіб                  | %                     |
| Корінні американці        | Корінні американці        |                       | 1 405                 | 8.17%                 |
| Інше північноамериканське | Інше північноамериканське |                       | 4 930                 | 28.68%                |
| Європейське               | Європейське               |                       | 13 375                | 77.81%                |
| британське                | британське                |                       | 8 450                 | 49.16%                |
| французьке                | французьке                |                       | 2 175                 | 12.65%                |
| українське                | українське                |                       | 2 020                 | 11.75%                |
| Латинськоамериканське     | Латинськоамериканське     |                       | 105                   | 0.61%                 |
| Карибське                 | Карибське                 |                       | 50                    | 0.29%                 |
| Африканське               | Африканське               |                       | 170                   | 0.99%                 |
| Азійське                  | Азійське                  |                       | 655                   | 3.81%                 |
| Океанійське               | Океанійське               |                       | 60                    | 0.35%                 |

| Зайнятість населення за галузями (за класифікацією NOC): | Зайнятість населення за галузями (за класифікацією NOC): | Зайнятість населення за галузями (за класифікацією NOC): | Зайнятість населення за галузями (за класифікацією NOC): | Зайнятість населення за галузями (за класифікацією NOC): |
| -------------------------------------------------------- | -------------------------------------------------------- | -------------------------------------------------------- | -------------------------------------------------------- | -------------------------------------------------------- |
|                                                          |                                                          |                                                          |                                                          |                                                          |
| Управління                                               | Управління                                               |                                                          | 10,5%                                                    | 10,5%                                                    |
| Бізнес, фінанси та адміністрування                       | Бізнес, фінанси та адміністрування                       |                                                          | 14,7%                                                    | 14,7%                                                    |
| Природничі та прикладні науки                            | Природничі та прикладні науки                            |                                                          | 4,7%                                                     | 4,7%                                                     |
| Охорона здоров'я                                         | Охорона здоров'я                                         |                                                          | 5,1%                                                     | 5,1%                                                     |
| Освіта, правозахист, муніципальні та урядові служби      | Освіта, правозахист, муніципальні та урядові служби      |                                                          | 8,4%                                                     | 8,4%                                                     |
| Мистецтво, культура, відпочинок та спорт                 | Мистецтво, культура, відпочинок та спорт                 |                                                          | 1,7%                                                     | 1,7%                                                     |
| Роздрібна торгівля та послуги                            | Роздрібна торгівля та послуги                            |                                                          | 22,9%                                                    | 22,9%                                                    |
| Гуртова торгівля, транспорт та обладнання                | Гуртова торгівля, транспорт та обладнання                |                                                          | 26,2%                                                    | 26,2%                                                    |
| Природні ресурси, сільське господарство                  | Природні ресурси, сільське господарство                  |                                                          | 2,6%                                                     | 2,6%                                                     |
| Виробництво                                              | Виробництво                                              |                                                          | 3,2%                                                     | 3,2%                                                     |

## Клімат
Середня річна температура становить 2,6°C, середня максимальна – 21°C, а середня мінімальна – -20,3°C. Середня річна кількість опадів – 486 мм.
| Клімат поселення                              | Клімат поселення | Клімат поселення | Клімат поселення | Клімат поселення | Клімат поселення | Клімат поселення | Клімат поселення | Клімат поселення | Клімат поселення | Клімат поселення | Клімат поселення | Клімат поселення | Клімат поселення |
| Показник                                      | Січ.             | Лют.             | Бер.             | Квіт.            | Трав.            | Черв.            | Лип.             | Серп.            | Вер.             | Жовт.            | Лист.            | Груд.            |                  |
| Середній максимум, °C                         | −7,17            | −3,43            | 1,80             | 10,37            | 16,81            | 20,72            | 21,03            | 20,46            | 15,40            | 10,14            | 0,46             | −5,82            |                  |
| Середня температура, °C                       | −13,72           | −9,99            | −4,75            | 3,82             | 10,25            | 14,16            | 15,98            | 15,41            | 10,32            | 5,10             | −4,6             | −10,88           |                  |
| Середній мінімум, °C                          | −20,27           | −16,55           | −11,32           | −2,72            | 3,70             | 7,61             | 10,91            | 10,34            | 5,27             | 0,03             | −9,67            | −15,94           |                  |
| Норма опадів, мм                              | 23               | 15               | 18               | 26               | 52               | 84               | 97               | 65               | 44               | 24               | 20               | 18               |                  |
| Середньомісячна швидкість вітру, м/с          | 3.11             | 3.30             | 3.40             | 3.60             | 3.60             | 3.20             | 3.00             | 2.83             | 3.00             | 3.31             | 3.20             | 3.20             |                  |
| Середньомісячна сонячна радіація, кДж/м²·день | 3447             | 6862             | 12185            | 17340            | 20355            | 21892            | 22149            | 18573            | 12632            | 7503             | 3716             | 2514             |                  |
| --------------------------------------------- | ---------------- | ---------------- | ---------------- | ---------------- | ---------------- | ---------------- | ---------------- | ---------------- | ---------------- | ---------------- | ---------------- | ---------------- | ---------------- |
| Джерело:                                      |                  |                  |                  |                  |                  |                  |                  |                  |                  |                  |                  |                  |                  |